# Eo biển Nares

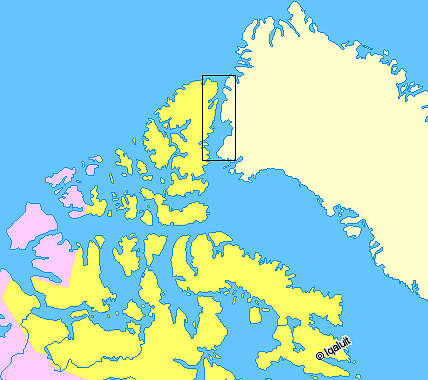
Eo biển Nares, nằm giữa đảo Ellesmere (Nunavut, Canada) và Greenland.
Nunavut
Greenland
Northwest Territories

Eo biển Nares (tiếng Đan Mạch: Nares Strædet; 80°0′B 70°0′T / 80°B 70°T) là một eo biển nằm giữa đảo Ellesmere (phần xa nhất về phía bắc của Nunavut, Canada) và Greenland. Nó nối vịnh Baffin với biển Lincoln trong Bắc Băng Dương. Từ phía nam tới phía bắc, eo biển này bao gồm lạch Smith, vũng Kane, eo biển Kennedy, vũng Hall và eo biển Robeson.
Năm 1964, tên gọi của nó, lấy theo tên gọi của sĩ quan hải quân Anh George Strong Nares, đã được thỏa thuận giữa chính quyền Đan Mạch (Stednavneudvalget, hiện nay là Stednavnenævnet) và Canada.
Eo biển này và các vùng nước xung quanh thường là nguy hiểm cho tàu bè và hàng hải nói chung. Tuy nhiên, trong tháng Tám thì nó có thể phục vụ cho giao thông thủy nhờ các tàu phá băng. Trước năm 1948, chỉ có 5 tàu được ghi nhận là đã đi qua phía bắc vũng Kane một cách thành công.
Đảo Hans, một đảo nhỏ nằm trong eo biển hiện đang là mục tiêu tranh chấp giữa Đan Mạch (coi là thuộc về Greenland) và Canada.